# Gimme More
„Gimme More“ је песма америчке певачице Бритни Спирс. Издата је 27. септембра 2007. године, као први сингл са албума „Blackout“.